# Villeneuve-sur-Yonne
 Villeneuve-sur-Yonne  es una población y comuna francesa que se encuentra en la región de Borgoña, departamento de Yonne, en el distrito de Sens. Es el chef-lieu del cantón de Villeneuve-sur-Yonne.

## Demografía
| 4333 | 4451 | 4764 | 4980 | 5054 | 5404 |
| Para los censos de 1962 a 1999 la población legal corresponde a la población sin duplicidades (Fuente: INSEE [Consultar]) |      |      |      |      |      |